# Lee Yoo-jin
Lee Yoo-jin (8 de enero de 1977) es una actriz y presentadora surcoreana.

## Biografía
En mayo de 2003 celebró una conferencia de prensa y reconoció entre lágrimas que era mestiza. Había negado los rumores anteriormente, pero los fanes seguían sospechando por mucho tiempo la verdad debido a su estatura de 5 pies 9 pulgadas (5 pulgadas más alto que el promedio de la mujer coreana) y sus párpados arrugados naturalmente. Dijo a los periodistas que había tenido miedo de ser discriminada, diciendo: "la gente pregunta por qué no podía salir antes y por qué ésta es una gran cosa. No lo sería en cualquier otro lugar, pero Corea es todavía una sociedad cerrada donde a la gente le gusta hablar de la pureza de la raza". Lee nació de madre surcoreana y padre hispano-americano del Ejército de los Estados Unidos; sus padres se casaron en 1976, mientras que su padre estaba asignado a Corea, pero se divorciaron cuando ella tenía 1 año de edad, y él regresó a los Estados Unidos. No tuvo ningún contacto con su padre biológico y fue criada únicamente por su madre. Las tradiciones confucianas de Corea sobre el registro de familia, que requiere que los niños sean registrados bajo el nombre de su padre y que el padre sea surcoreano, de modo que los niños con padres extranjeros son, en efecto, personas que no están bajo la ley. Lee, por ejemplo, fue registrada bajo el nombre de su abuelo, haciendo de ella, en virtud de la ley, hermana de su madre. Dijo que se considera a sí misma completamente coreana en la mentalidad.

## Carrera
Comenzó a modelar siendo una adolescente y debutó en el concurso Super Elite Model de 1998. Cambió rápidamente a la actuación, con papeles de reparto en series tales como Beautiful Days, Girl's High School Days, Into the Sun y El Fénix.

## Filmografía

### Series
- Beautiful Days (SBS, 2001)
- Legend (SBS, 2001)
- Girl's High School Days (KBS2, 2002-2003)
- Into the Sun (SBS, 2003)
- Phoenix (MBC, 2004)
- Choice (SBS, 2004-2005)
- Two Wives (SBS, 2009)

### Cine
- Don't Tell Papa (2004)
- How To Keep My Love (2004)
- Mapado 2 : Back To The Island (2007)